# Лоуренс, Шэрон
Шэ́рон Эли́забет Ло́уренс (англ. Sharon Elizabeth Lawrence; род. 29 июня 1961) — американская актриса, четырёхкратный номинант на премию «Эмми».

## Карьера
Шэрон Лоуренс наиболее известна по роли Сильвии Костас в телесериале «Полиция Нью-Йорка» (1993—1999), которая принесла ей три номинации на премию «Эмми» за лучшую женскую роль второго плана в драматическом телесериале, а также пять номинаций и одну награду Гильдии киноактёров США. Лоуренс получала хорошие отзывы за свою игру в сериале и в перерывах между съемками исполняла главные роли в телефильмах.
После ухода из «Полиции Нью-Йорка», Лоуренс исполнила главную роль в ситкоме «Разгневанная» (1997—1998), который получал хорошие отзывы, однако был закрыт после двух сезонов, а после в комедийном сериале «Дамский угодник» (1999—2001) с Бетти Уайт и Альфредом Молина. В 2001—2002 годах она снялась в недолго просуществовавшей драме «Волчье озеро», а в 2007 году в «Тайны Палм-Спрингс».
В 2009 году Лоуренс получила ещё одну номинацию на «Эмми», за роль в сериале «Анатомия страсти». В разные годы она появилась в качестве приглашенной актрисы в таких сериалах как «Закон и порядок: Специальный корпус», «Юристы Бостона», «Отчаянные домохозяйки», «Сообщество», «Холм одного дерева» и ряде других.
Хотя Лоуренс, в основном, работала на телевидении, она также появилась в нескольких кинофильмах, таких как «Сплетня», «Маленькая чёрная книжка», «Алиби» и «На полпути в никуда». В 2013 году она снялась сразу в трёх кинофильмах: «Утешение», «Волны Грейс» и «Жизнь: Рассказ о музыки и разуме».

## Личная жизнь
Лоуренс родилась в Шарлотте, Северная Каролина в семье репортера на радио и директора школы и окончила Университет Северной Каролины в Чапел-Хилл. Лоуренс является председателем фонда «Женщины в кино», который помогает расширить профессиональные возможности для женщин в индустрии развлечений. Она также поддерживает Всемирный фонд дикой природы. С 2002 года она замужем за доктором Томом Апостолом, у них нет детей.

## Избранная фильмография

### Фильмы
| Год  | Название на русском              | Название на английском                      | Роль                 | Примечания                                                            |
| ---- | -------------------------------- | ------------------------------------------- | -------------------- | --------------------------------------------------------------------- |
| 1994 | Кровавый кулак 5: Живая мишень   | Bloodfist V: Human Target                   | Клерк                | Direct-to-video                                                       |
| 1994 | По долгу службы: Цена мести      | In the Line of Duty: The Price of Vengeance | Ширли Стоут          | Телефильм                                                             |
| 1994 | Кто-то знает                     | Someone She Knows                           | Шэрон                | Телефильм                                                             |
| 1994 | Мохнатый пёс                     | The Shaggy Dog                              | Бэт Дэниэлс          | Телефильм                                                             |
| 1995 | Украденная личность              | The Face on the Milk Carton                 | Сэда Сэнс            | Телефильм                                                             |
| 1995 | Хроники из жизни Хайди           | The Heidi Chronicles                        | Джилл                | Телефильм                                                             |
| 1995 | Степень вины                     | Degree of Guilt                             | Мэри Карелли         | Телефильм                                                             |
| 1996 | Предательство друга              | A Friend’s Betrayal                         | Нина Талберт         | Телефильм                                                             |
| 1996 | Полтергейст                      | The Uninvited                               | Патти Джонсон        |                                                                       |
| 1997 | Пять часов отчаяния              | Five Desperate Hours                        | Клер Баллард         |                                                                       |
| 1997 | Долина Теннесси                  | The Only Thrill                             | Джолин Коллетт       |                                                                       |
| 1999 | Голубая луна                     | Blue Moon                                   | Кэсс                 | Телефильм                                                             |
| 1999 | Паника в Нью-Йорке               | Aftershock: Earthquake in New York          | Дори Торелл          | Телефильм                                                             |
| 2000 | Сплетня                          | Gossip                                      | Детектив Келли       |                                                                       |
| 2002 | Ядерный смерч                    | Atomic Twister                              | Коррин Магуайр       | Телефильм                                                             |
| 2003 | Слово чести                      | Word of Honor                               | Марси МакКлюр Тайсон | Телефильм                                                             |
| 2004 | Маленькая чёрная книжка          | Little Black Book                           | Мама Стейси          |                                                                       |
| 2005 | Рядом с Грейс                    | Nearing Grace                               | Миссис Эш            |                                                                       |
| 2006 | Пропащая Августа                 | Augusta, Gone                               | Марта Тод Дидмэн     | Телефильм Номинация — Prism Award за лучшую женскую роль в телефильме |
| 2006 | Алиби                            | The Alibi                                   | Джудит Хэтч          |                                                                       |
| 2006 |                                  | Fool Me Once                                | Морин                | Премия Method Fest Independent Film Festival за лучшую женскую роль   |
| 2011 | Идеальная семья                  | The Perfect Family                          | Агнес Данн           |                                                                       |
| 2012 | Визит                            | The Visit                                   | Джинни               |                                                                       |
| 2012 | На полпути в никуда              | Middle of Nowhere                           | Фрейн                | Номинация — Black Reel Award за лучший актёрский состав               |
| 2013 | Джимми                           | Jimmy                                       | Судья Робинсон       |                                                                       |
| 2013 | Я голосую                        | iVote                                       | Марни                |                                                                       |
| 2013 | Прирождённый гонщик 2            | Born to Race: Fast Track                    | Миссис Далтон        |                                                                       |
| 2014 | Грейс                            | Grace                                       | Соня                 |                                                                       |
| 2014 | Жизнь: Рассказ о музыки и разуме | Una Vida: A Fable of Music and the Mind     | Анджела Крус         |                                                                       |
| 2015 | Экстрасенсы                      | Solace                                      | миссис Эллис         |                                                                       |
| 2015 | Восприятие                       | Perception                                  | Кэтрин Стинсон       |                                                                       |

### Телевидение
| Год       | Название на русском                   | Название на английском                | Роль                                        | Примечания |
| --------- | ------------------------------------- | ------------------------------------- | ------------------------------------------- | --- |
| 1992      | Гражданские войны                     | Civil Wars                            | Норма Хэмлиц                                | 1 эпизод |
| 1993      | Беверли-Хиллз, 90210                  | Beverly Hills, 90210                  | Паулетт                                     | 1 эпизод |
| 1993      | Весёлая компания                      | Cheers                                | Рэйчел                                      | 1 эпизод |
| 1995      | Звёздный путь: Вояджер                | Star Trek: Voyager                    | Амелия Эрхарт                               | 1 эпизод |
| 1996      | Каролина в Нью-Йорке                  | Caroline in the City                  | Мэдди                                       | 1 эпизод |
| 1997-1998 | Разгневанная                          | Fired Up                              | Гвен Леонард                                | Регулярная роль, 28 эпизодов |
| 1993-1999 | Полиция Нью-Йорка                     | NYPD Blue                             | Помощник окружного прокурора Сильвия Костас | Регулярная роль, 99 эпизодов Премия Гильдии киноактёров США за лучший актёрский состав в драматическом сериале (1995) Номинация — Премия «Эмми» за лучшую женскую роль второго плана в драматическом телесериале (1994—1996) Номинация — Премия Гильдии киноактёров США за лучшую женскую роль в драматическом сериале (1996) Номинация — Премия «Спутник» за лучшую женскую роль в телевизионном сериале — драма (1999) Номинация — Премия Гильдии киноактёров США за лучший актёрский состав в драматическом сериале (1996—1997, 1999) Номинация — Viewers for Quality Television Award за лучшую женскую роль второго плана (1998) |
| 1999-2001 | Дамский угодник                       | Ladies Man                            | Донна Стайлз                                | Регулярная роль, 30 эпизодов |
| 2002      | Филадельфия                           | Philly                                | Табита Давенпорт                            | 2 эпизода |
| 2001-2002 | Волчье озеро                          | Wolf Lake                             | Вивьен «Ви» Кейтс                           | Регулярная роль, 9 эпизодов |
| 2002      | Закон и порядок: Специальный корпус   | Law & Order: Special Victims Unit     | Мэгги Петерсон                              | 1 эпизод |
| 2004      | Справедливая Эми                      | Judging Amy                           | Андреа Эдельстин                            | 1 эпизод |
| 2004      | Юристы Бостона                        | Boston Legal                          | Судья Рита Шарпли                           | 1 эпизод |
| 2004—2005 | Отчаянные домохозяйки                 | Desperate Housewives                  | Мейси Гиббонс                               | 3 эпизода |
| 2007      | Тайны Палм-Спрингс                    | Hidden Palms                          | Тэсс Уайетт                                 | Регулярная роль, 8 эпизодов |
| 2008      | Король Мотор Сити                     | The Prince of Motor City              | Дороти Райли                                | Пилот |
| 2008      | Грязь                                 | Dirt                                  | Кэсси Хоуп                                  | 1 эпизод |
| 2008      | Убийца с Зелёной реки                 | The Capture of the Green River Killer | Фиона Ремус                                 | Мини-сериал |
| 2006-2008 | Детектив Монк                         | Monk                                  | Линда Фуско                                 | 4 эпизода |
| 2009      | Говорящая с призраками                | Ghost Whisperer                       | Елена Бэнкрофт                              | 1 эпизод |
| 2008-2009 | Избалованные                          | Privileged                            | Шелби Смит                                  | 3 эпизода |
| 2008-2009 | Линия                                 | The Line                              | Джейн                                       | Регулярная роль, 15 эпизодов |
| 2009      | Анатомия страсти                      | Grey’s Anatomy                        | Робби Стивенс                               | 1 эпизод Номинация — Премия «Эмми» в категории «Лучшая приглашённая актриса в драматическом телесериале» |
| 2009      | Умерь свой энтузиазм                  | Curb Your Enthusiasm                  | Доктор Трендл                               | 1 эпизод |
| 2009      | Сообщество                            | Community                             | Дорин                                       | 1 эпизод |
| 2010      |                                       | Hitched                               |                                             | Пилот |
| 2010      | Менталист                             | The Mentalist                         | Мельба Уокер Шеннон                         | 1 эпизод |
| 2010-2011 | Холм одного дерева                    | One Tree Hill                         | Сильвия Бейкер                              | 6 эпизодов |
| 2011      | Болота                                | The Glades                            | Джорджия Лэнсер                             | 1 эпизод |
| 2011      |                                       | Talker                                | Мэри                                        | Пилот |
| 2011      | Американский папаша!                  | American Dad!                         | Скарлетт Рейнольдс                          | Озвучивание, 1 эпизод |
| 2009-2012 | До смерти красива                     | Drop Dead Diva                        | Бобби Добкинс                               | 5 эпизодов |
| 2013      | Следствие по телу                     | Body of Proof                         | Джулия Стоун                                | 1 эпизод |
| 2012-2016 | Риццоли и Айлс                        | Rizzoli & Isles                       | доктор Хоуп Мартин                          | 7 эпизодов |
| 2014      | После                                 | The After                             | Фрэнсис                                     | Пилот |
| 2015      | Микс                                  | Mix                                   | Стелла                                      | Пилот |
| 2015      | Блант говорит                         | Blunt Talk                            | Софи                                        | 1 эпизод |
| 2016—2019 | Бесстыжие                             | Shameless                             | Марго Межеевска                             | 7 эпизодов |
| 2017-2018 | Я, опять я и снова я                  | Me, Myself & I                        | Элеанор                                     | 7 эпизодов |
| 2018-2021 | Династия                              | Dynasty                               | Лаура Ван Кирк                              | 7 эпизодов |
| 2019      | Как стать богом в центральной Флориде | On Becoming a God in Central Florida  | Луис Гарбо                                  | 5 эпизодов |
| 2019-2020 | Мыслить как преступник                | Criminal Minds                        | Роберта Линч                                | 3 эпизода |
| 2021      | Бунтарка                              | Rebel                                 | Анжела Фойер                                | 6 эпизодов |